# Juan de Jáuregui

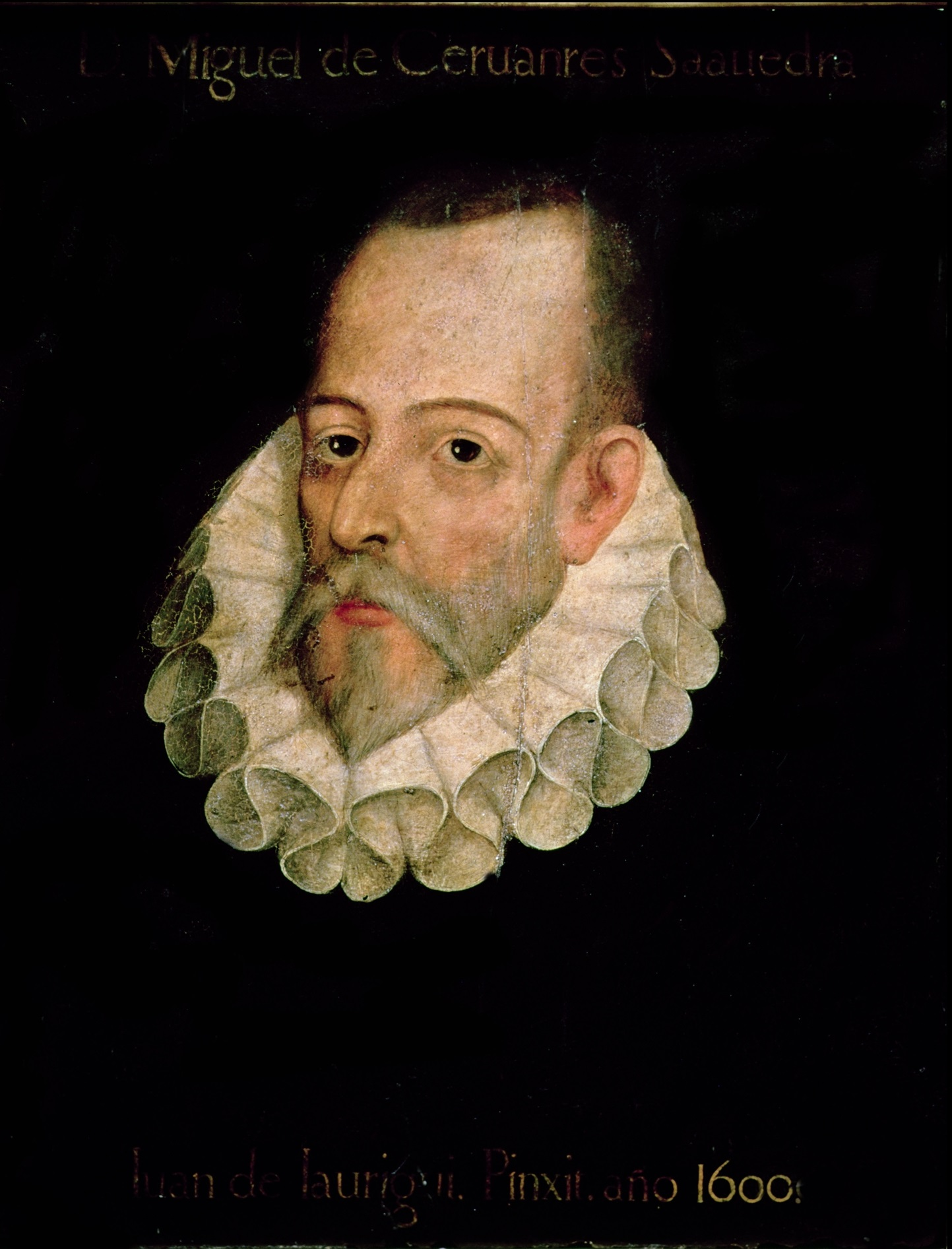
Porträtt av Miguel de Cervantes, tillskrivet Juan de Jáuregui.

Juan de Jáuregui y Aguilar, född den 24 november 1583 i Sevilla, död den 11 januari 1641 i Madrid, var en spansk skald och målare. 
Jáuregui reste till Rom 1607 för att utbilda sig till målare, och översatte där till spanska Tassos Aminta, en översättning, som ansetts överlägsen originalet. Francisco Pacheco ansåg Jáuregui vara en mycket god porträttmålare, och i synnerhet har porträttet av Miguel Cervantes, omnämnt i företalet till dennes Novelas, mycket berömts. Jáuregui innehade en hög hovsyssla och var Calatravariddare. Snart tog emellertid poesin överhand framför måleriet, och Jáuregui skrev utom en samling lyrik eposet Orfeo (1624), som utmärks av stor formtalang. Jáuregui angrep skarpt gongorismen och höll sig länge fri från dess uppstyltning, men slutade emellertid som fullödig gongorist, något som framgår av hans översättning av Lucanus Pharsalia (utkommen efter hans död). I Rivadeneiras Biblioteca de autores españoles, band 42, finns Aminta intagen och i Ramón Fernández Coleccion de poetas castellanos, Jáureguis Rimas och Farsalia.